# L'Indien français
L'Indien français est une série de bande dessinée de western écrite par René Durand  et dessinée par Georges Ramaïoli.
Publiée à partir de 1977, dans le mensuel Circus des éditions Glénat, elle se poursuit jusqu'en 1992 et la parution de son huitième volume aux éditions Soleil.

## Synopsis
En 1871, Sauveur Pages, un biologiste français, fuit Perpignan et la révolte matée dans le sang. Il fuit dans l'ouest américain plus loin que le terminus des voies ferrées existantes. Il construit des maisons de plantes et transforme une louve en Ève une créature mi-animal mi-humaine qui parle et évolue le long des épisodes. Il deviendra un grand sorcier légendaire sous le nom de Cœur enterré.

## Les personnages
- Sauveur Pages dit Cœur enterré
- Ève : louve femme amie de Sauveur
- Commune : fille de Sauveur et de Terre lourde

## Publications

### Périodiques
L'Indien français, dans Circus :
9-15. L'Indien français, 1977-1978.
21-28. La Lune enterrée, 1979-1980.
36-43. Le Scalp et la Peau, 1981.
58-63. Traque, 1983.
82-87. Le Chasseur de solitudes, 1985.
103-109. Bois brûlé, 1986-1987.

### Albums
1. L'Indien français, Glénat, 1978  (ISBN 2-7234-0096-4)[2],[3].
2. La Lune enterrée, Glénat, 1980  (ISBN 2-7234-0160-X).
3. Le Scalp et la Peau, Glénat, 1982  (ISBN 2-7234-0257-6).
4. Traques, Glénat, 1983  (ISBN 2-7234-0385-8).
5. Le Chasseur des solitudes, Glénat, 1985  (ISBN 2-7234-0570-2).
6. Bois brûlé, Glénat, coll. « Circus Western », 1987  (ISBN 2-7234-0839-6).
7. Grondements, Glénat, coll. « Circus Western », 1988  (ISBN 2-7234-0955-4).
8. Hurlements, Soleil, coll. « Soleil de l'Ouest », 1992  (ISBN 2-87764-089-2).